# Placa de identificação de veículos

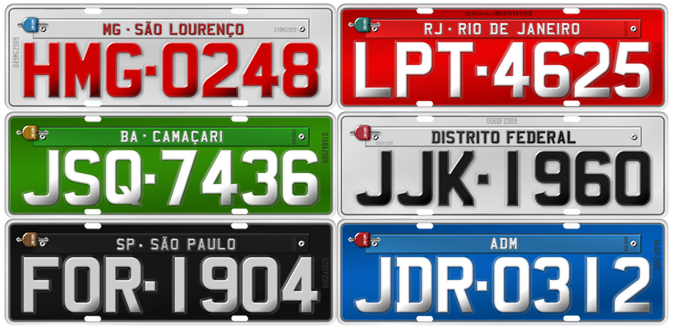
Placas de identificação de automóvel no Brasil

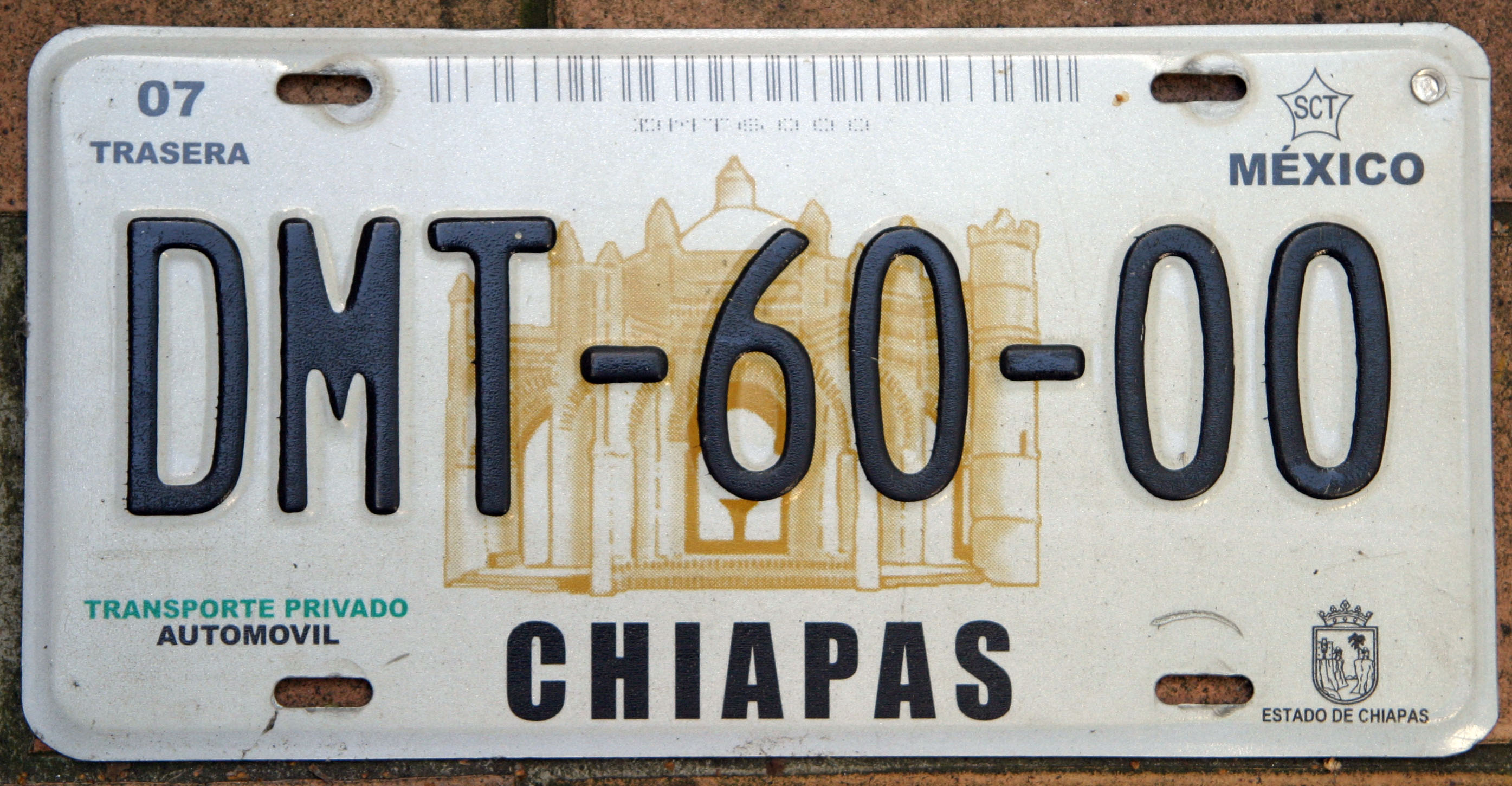
Placa de identificação de automóvel do México (modelo tipo americano)

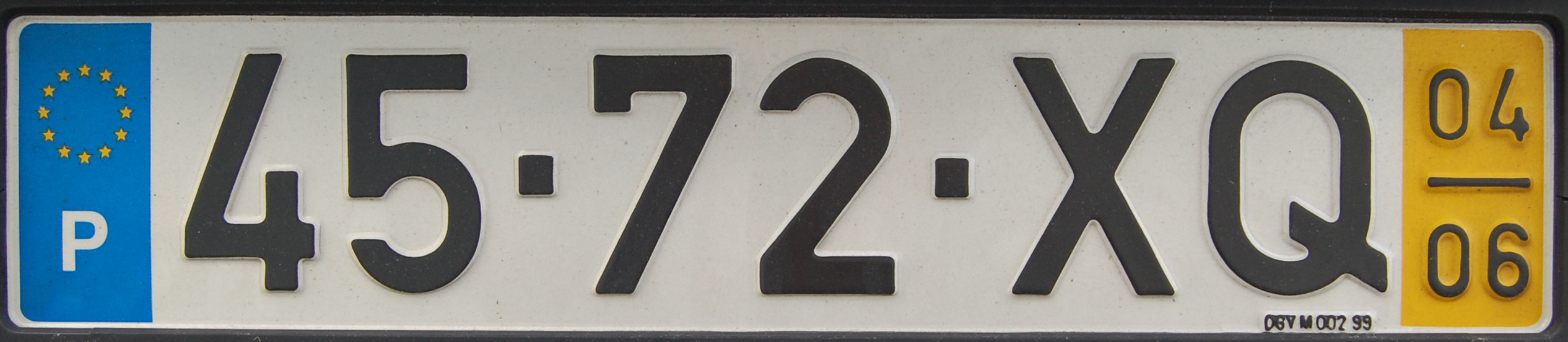
Placa de Identificação de automóvel de Portugal (modelo tipo europeu)

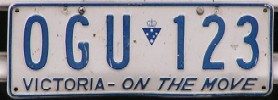
Placa de Identificação de automóvel da Austrália (modelo tipo oceânico)

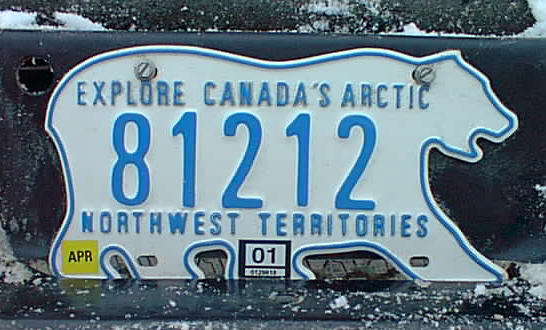
Placa de identificação de automóvel do Canadá (modelo de tipo não convencional, em forma de urso polar)

Uma placa de identificação (português brasileiro) ou matrícula (português europeu) de veículos é uma chapa de metal ou plástico afixada a um automóvel ou atrelado com o fim da sua identificação oficial. Cada uma destas placas é chamada oficialmente no Brasil placa de identificação de veículos e em Portugal chapa de matrícula de veículos automóveis.
Na maioria dos casos, as placas são colocadas aos pares, uma na parte frontal e outra na parte traseira do veículo. No entanto em certos países ou em certo tipo de veículos apenas é requerida a instalação de uma placa, normalmente colocada na traseira.
A placa de identificação possui um número de série (numérico ou alfanumérico) particular do veículo específico que identifica, que em Portugal é chamado Número de Matrícula do Veículo. Esse número, às vezes complementado por outras informações inscritas na placa (esquema de cor, nome da circunscrição de residência ou jurisdição emissora, etc), é único para o veículo a que se refere e identifica-o numa base de dados pública por fabricante, modelo, ano e nome e morada do seu proprietário. A natureza única de cada conjunto de placas de identificação torna-as também úteis para a identificação do veículo por outras entidades, tais como companhias de seguros, estações de serviço, auto-estradas pagas e dentro das próprias frotas. Em alguns países e regiões, ter uma placa de identificação atualizada serve para provar que o veículo está licenciado para circular numa via pública ou que tem as taxas ou impostos correspondentes em dia.
Em alguns países, como é o caso de Portugal e da maioria dos países europeus, as chapas e respetivos número originais do veículo permanecem sempre constantes desde a sua venda até ao seu abate. Em outros, como é o caso dos Estados Unidos e de vários outros países americanos, é necessária a sua mudança periódica. Um terceiro sistema, utilizado por exemplo na Suíça, é o da placa e o número de identificação de automóvel estarem associados ao proprietário e não ao veículo. Neste caso, sempre que um veículo muda de proprietário, deve mudar as placas do antigo proprietário para as do novo.
As placas de identificação normalmente são fixadas diretamente no veículo ou numa placa de suporte, esta por sua vez aplicada ao veículo. Ocasionalmente a placa de suporte contém publicidade associada ao vendedor do veículo.
O material em que é fabricada a placa de identificação, bem como outras características das mesmas (dimensões, cores, etc) são normalmente padronizadas de modo a permitirem uma fácil identificação, não só a olho nu, mas também por meios eletrónicos. Por essa razão, a utilização de caracteres e tintas não autorizadas nas placas, para fugir ao controlo policial, é ilegal na maioria dos países.
Na maioria dos países a emissão de placas de identificação é feita por uma órgão do governo nacional. No entanto, em alguns casos essa emissão é feita por órgãos estaduais, regionais ou mesmo locais.

## História
As placas de identificação de veículos existem praticamente desde o aparecimento dos automóveis. O primeiro país conhecido a introduzir uma placa de identificação de âmbito nacional foram os Países Baixos em 1898. As primeiras placas eram simples chapas com um número, começando pelo número um. Quando o sistema de numeração das placas holandesas foi alterado, nos princípios de 1906, a última placa emitida tinha o número 2065.
A França foi o primeiro país a introduzir a chapa de matrícula com a aprovação da Portaria Policial de Paris em 14 de agosto de 1893, seguido pela Alemanha em 1896. A Holanda foi o primeiro país a introduzir uma placa de registro nacional, chamada de "licença para dirigir", em 1898. Inicialmente, essas placas eram numeradas sequencialmente, começando em 1, mas isso foi alterado em 1906.

## Evolução das placas no Brasil
O sistema pioneiro de placas no Brasil foi adotado entre 1901 e 1941,as placas tinham fundo preto e fonte branca e iniciavam com a letra P para carros particulares, letra A para veículos de aluguel com até cinco algarismos. 
Em 1941 até 1969, foi implementado um segundo sistema sem letras, onde os números eram separados em duplas e a placa informava os estados e município em que o carro havia sido licenciado. Foi nessa época que surgiu a diferenciação por cor de acordo com a utilização do veículo. 
Dessa forma, os carros particulares passaram a usar placas laranja, em meados da década de 1960 mudaram a cor para amarela com algarismos pretos. Já os veículos oficias usavam placas branca com fonte preta, e os carros de aluguel usavam placa vermelha com algarismos em branco. Durante esse período o controle de placas era competência de cada município, assim cada cidade começava a licenciar a partir da placa 1 com limite de 9.99.99.99 com o limite de sete algarismos. 
No final de 1969 foi introduzido o terceiro sistema com a combinação de duas letras e quatro números, duas letras e três número para motos. Todos escritos em preto com fundo amarelo. Nesse momento as placas deixam de ser competência dos município e passam a ser licenciadas pelo estado, sendo assim não seria mais possível duas placas idênticas em municípios do mesmo estado. Mesmo assim, havia combinações idênticas de placas de estados diferentes. 
O sistema RENAVAM foi implantado em 1990, que permanece vigente até o padrão das placas Mercosul. A adoção do RENAVAM ocorreu aos poucos entre 1990 e 1998 nos estados do Paraná, Acre, Roraima, Rondônia e Amapá. 
Nesse sistema as placas de carros particulares, antes amarelas passaram a ser na cor cinza, o RENAVAM adoto a sequência do tipo ABC-1234, sendo que cada estado tem a sua combinação de letras, Rio de Janeiro passou a expedir placas com jogos de letras KMF e LVE. Quando os lotes de letras e números de um estado se esgotam o Denatran libera novas combinações. 
Sendo assim, a combinação dada a um veículo não pode ser passada para outro, nem substituída. Cada veículo recebe uma combinação alfanumérica que o acompanha mesmo se ele for licenciado em outro estado. Por tanto, é possível identificar apenas pelo jogos de letra da placa, qual a procedência daquele carro, onde ele foi lacrado pela primeira vez. 
Em 2018 foi adotado o modelo mais atual das placas do Mercosul, com um estilo mais moderno as placas do Mercosul tem chips, selos hologramas do tipo QR Code que são úteis para coibir fraudes e compartilhas dados históricos do veículo. 
Esse novo modelo usa a sequência de quatro letras e três números, podendo estar embaralhados. O fundo branco e a cor da fonte varia de acordo com a categoria do veículo. Por exemplo, para carros de passeio a cor é preta, táxis e veículos comerciais ou de autoescola vermelha, carros oficiais azul, veículos de teste verde, veículos diplomáticos dourada, veículos antigos de colecionador prateada. 

## Tipos de placa
As primeiras placas não tinham as suas dimensões normalizadas de país para país, ou mesmo dentro do mesmo país. Sempre que uma veículo mudava de país, novos furos tinham que ser feitos no seu chassis ou para-choques para afixar uma nova placa. Isso mudou em 1957, ano em que os fabricantes automóveis estabeleceram com os governos e organizações internacionais de normalização, um acordo de padronização dos modelos de placas. Foram estabelecidos três modelos básicos:
1. Modelo americano - dimensões de 300 mm x 150 mm - usado na maioria dos países da América;
2. Modelo europeu - dimensões de 520 mm x 110/120 mm - usado na maior parte da Europa e nos países ou territórios que estiveram sob domínio europeu;
3. Modelo oceânico - dimensões de 372 mm x 135 mm - usado na maior parte dos países da Oceânia e do Pacífico.

Alguns países ou regiões do mundo utilizam placas de identificação exclusivos, que não se inserem em nenhum dos modelos padronizados acima descritos.